# 楊谷寺

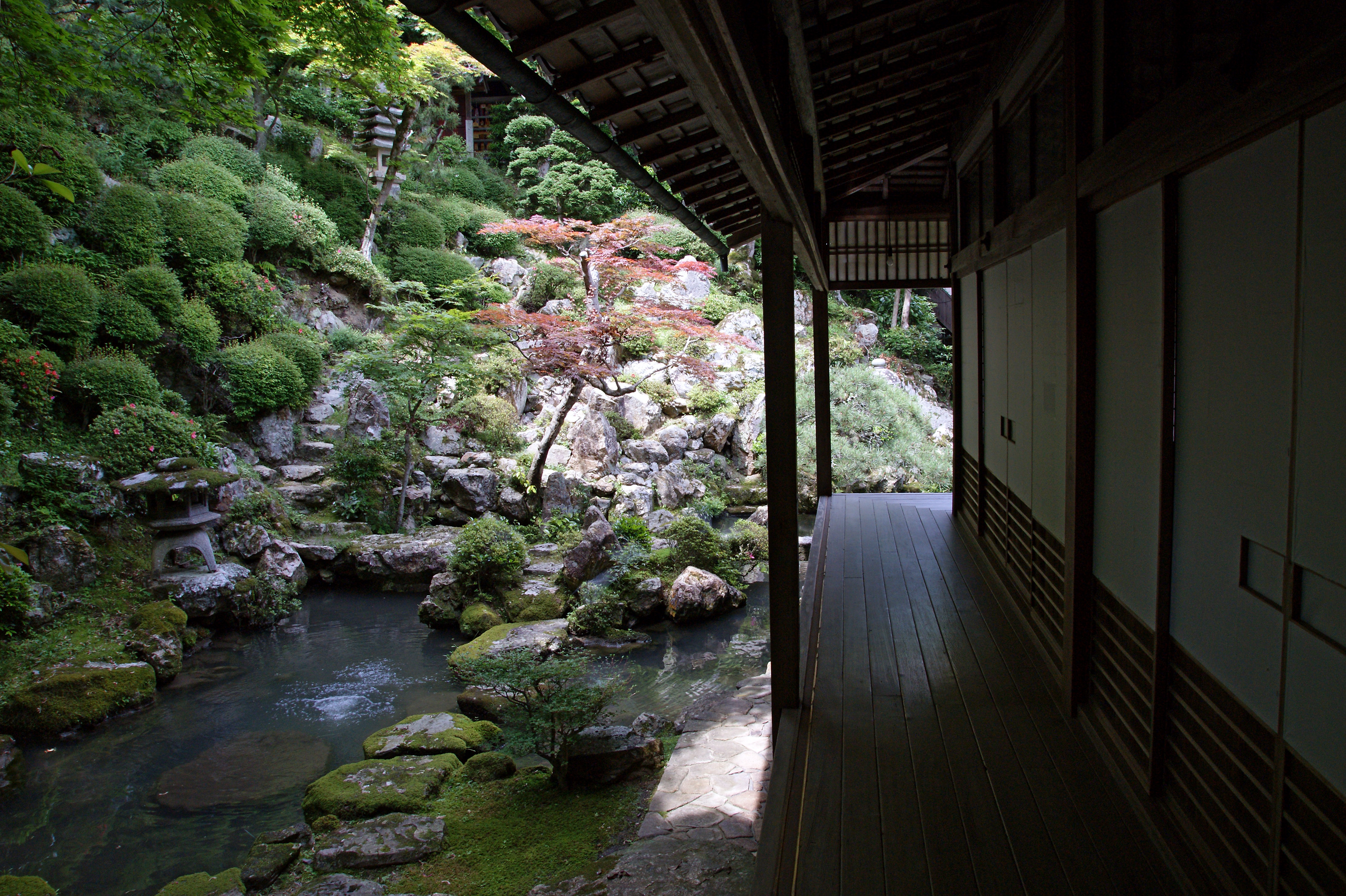
浄土苑

楊谷寺（ようこくじ）は、京都府長岡京市浄土谷にある西山浄土宗の寺院。山号は立願山。本尊は十一面千手千眼観音菩薩。通称柳谷観音（やなぎだにかんのん、楊・柳ともにヤナギの意）。新西国三十三箇所第17番札所。独鈷水（おこうずい）の寺として、また近年は紫陽花の寺として知られている。「花手水」発祥の寺としても知られる。縁日は毎月17日。

## 歴史
寺伝では清水寺の開祖延鎮が大同元年（806年）に開山したとされ、延鎮が夢告によりこの地で十一面千手千眼観音菩薩像を感得し、堂を建て安置したのが始まりとされる。その後延鎮が清水寺に帰った後に空海が度々、ここで修行をしたとされる。
伝承によれば、弘仁2年（811年）、楊谷寺を参詣した空海は、堂の傍らの湧き水で、眼のつぶれた小猿を抱いてその眼を懸命に洗っている親猿を見かけると、小猿のために17日間の祈祷を行った。すると満願の日に小猿の眼が見事に開いた。それ以来、空海はその湧き水を眼病に効く独鈷水として広めたという。
独鈷水は、江戸時代に眼の悪かった霊元天皇がそれで眼病を治癒したのをきっかけとして、以後歴代の天皇へ献上されるようになり、明治時代となって皇居が東京に移るまで献上は続けられた。
東山天皇の皇妃新崇賢門院が当山の本尊に祈祷したことにより、後の中御門天皇が誕生した。その返礼として、中御門天皇が当山本尊を模し、勅刻したとされる観音像が奥之院の本尊として祀られている。
当寺は手水鉢に花を浮かべて楽しむ「花手水」発祥の寺である。2017年（平成29年）に当寺によって行われたのが、2019年（令和元年）末よりのコロナ禍を経て全国に広まった。
楊谷寺、善峯寺、光明寺の3つの寺院は「西山三山」と呼ばれる。

## 境内
- 本堂（京都府登録有形文化財） - 江戸時代前期の再建。
- 玄関（京都府暫定登録有形文化財）
- 庫裏（京都府登録有形文化財） - 江戸時代の再建。内部には書院もある。
- 弘法大師像
- 独鈷水堂（京都府暫定登録有形文化財） - 空海が眼病に悩む人々のために霊水とした水・独鈷水が湧く。
- 庭園「浄土苑」（京都府指定名勝） - 江戸時代中期の作。
- 上書院 - 明治時代後期の建立。
- あじさい廻廊 - 廻廊の両側があじさい園になっている。
- 奥之院 - 1930年（昭和5年）再建。二十八部衆像を安置する[2]。洛西観音霊場第10番札所。
- 奥之院眼力稲荷社
- 愛染堂
- 十三重石塔
- 納骨堂
- 眼力稲荷社（京都府暫定登録有形文化財） - 江戸時代の建立。
- 弁天堂 - 淀殿弁財天と呼ばれる。奥には弁財天が祀られているが、お前立として淀殿の像がその前に祀られている。堂の横には、かつて淀城に住んでいた淀殿が毎日ここの水で顔を洗っていたという伝説の湧き水がある。
- 中陽門
- 護摩堂
- 経蔵（京都府暫定登録有形文化財） - 江戸時代の建立。
- 地蔵堂
- 阿弥陀堂（京都府暫定登録有形文化財） - 江戸時代の建立。かつては念仏堂とも呼ばれていた。現在阿弥陀如来立像を納める厨子は、もともとは淀殿が本堂にある本尊のために寄進したものであるが、豊臣家が滅んで徳川家の世になると本堂から阿弥陀堂に移されたものであるという。
- 寺宝庫
- 鐘楼（京都府暫定登録有形文化財） - 江戸時代の建立。
- 手洗屋形（京都府暫定登録有形文化財）
- 山門（京都府登録有形文化財） - 江戸時代の建立。四脚門。

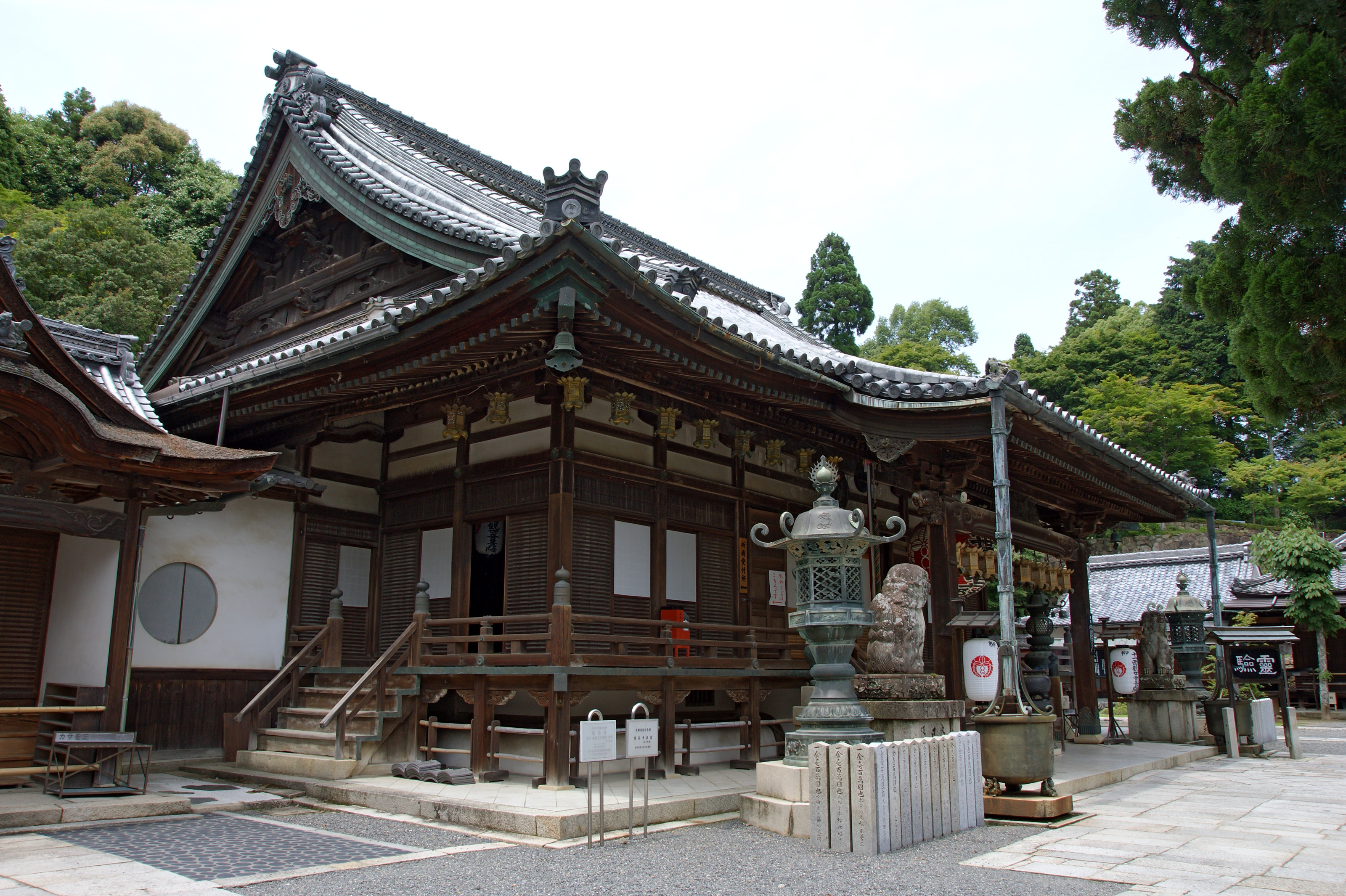
本堂
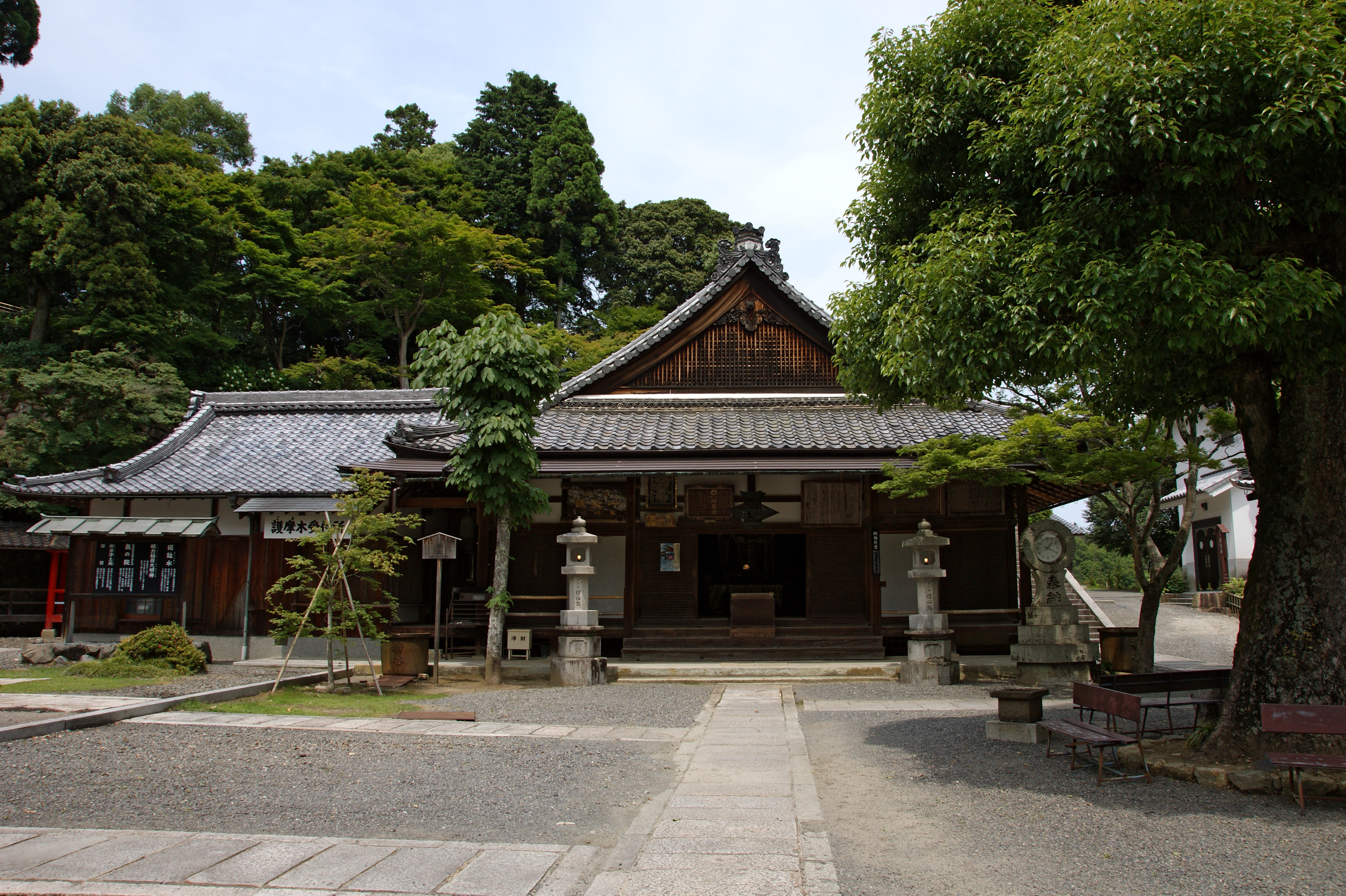
阿弥陀堂
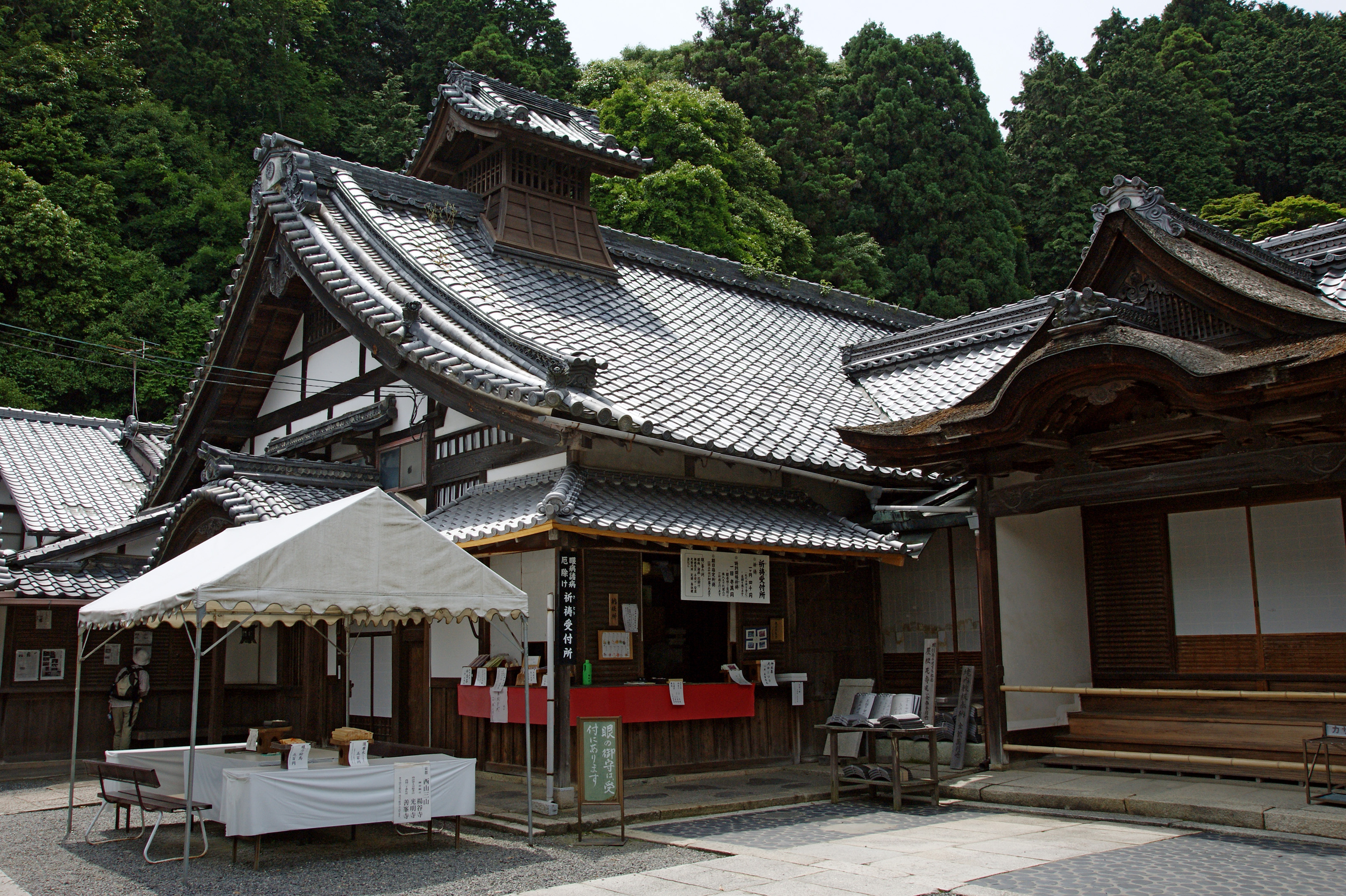
庫裏
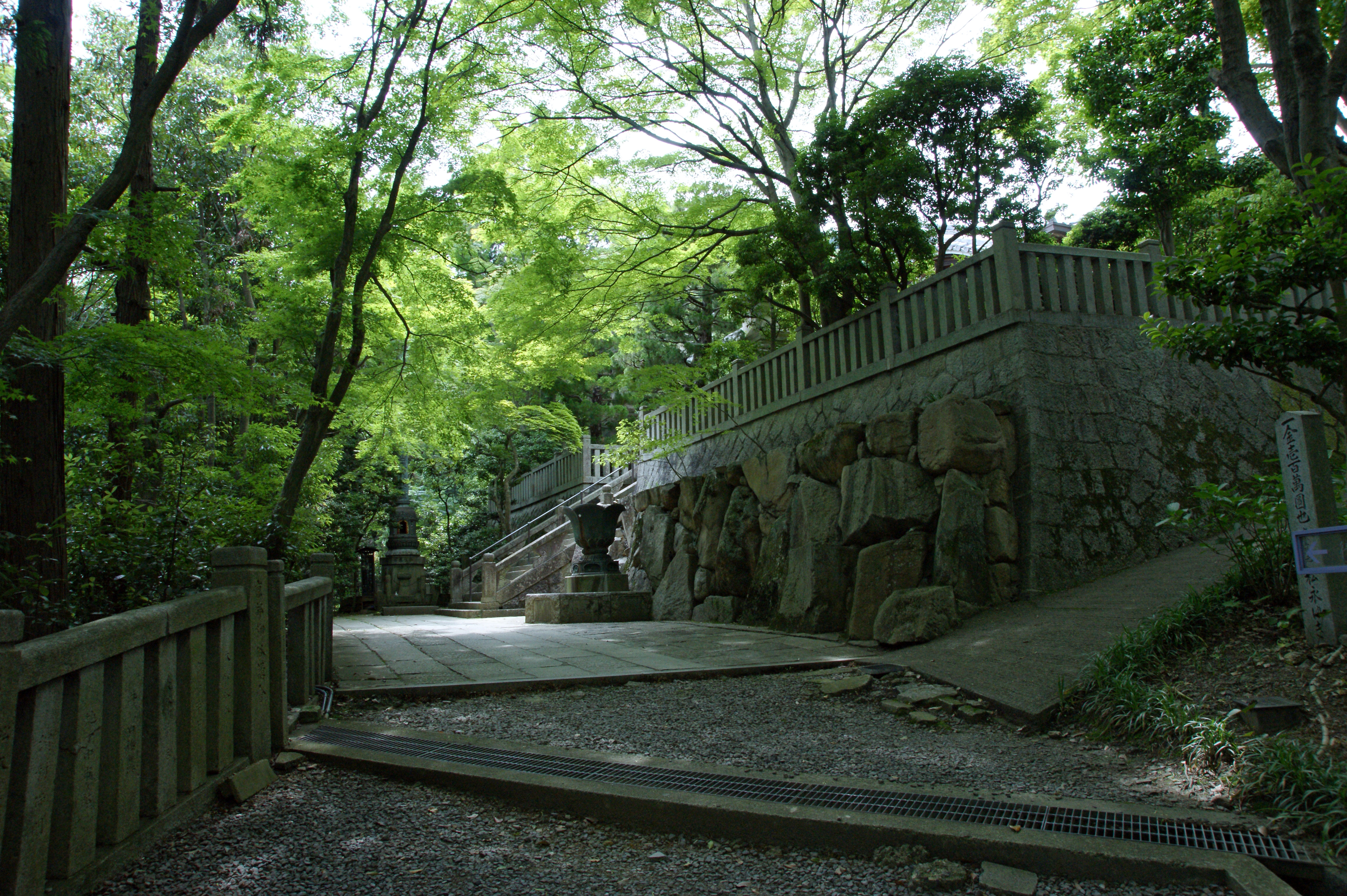
奥之院参道
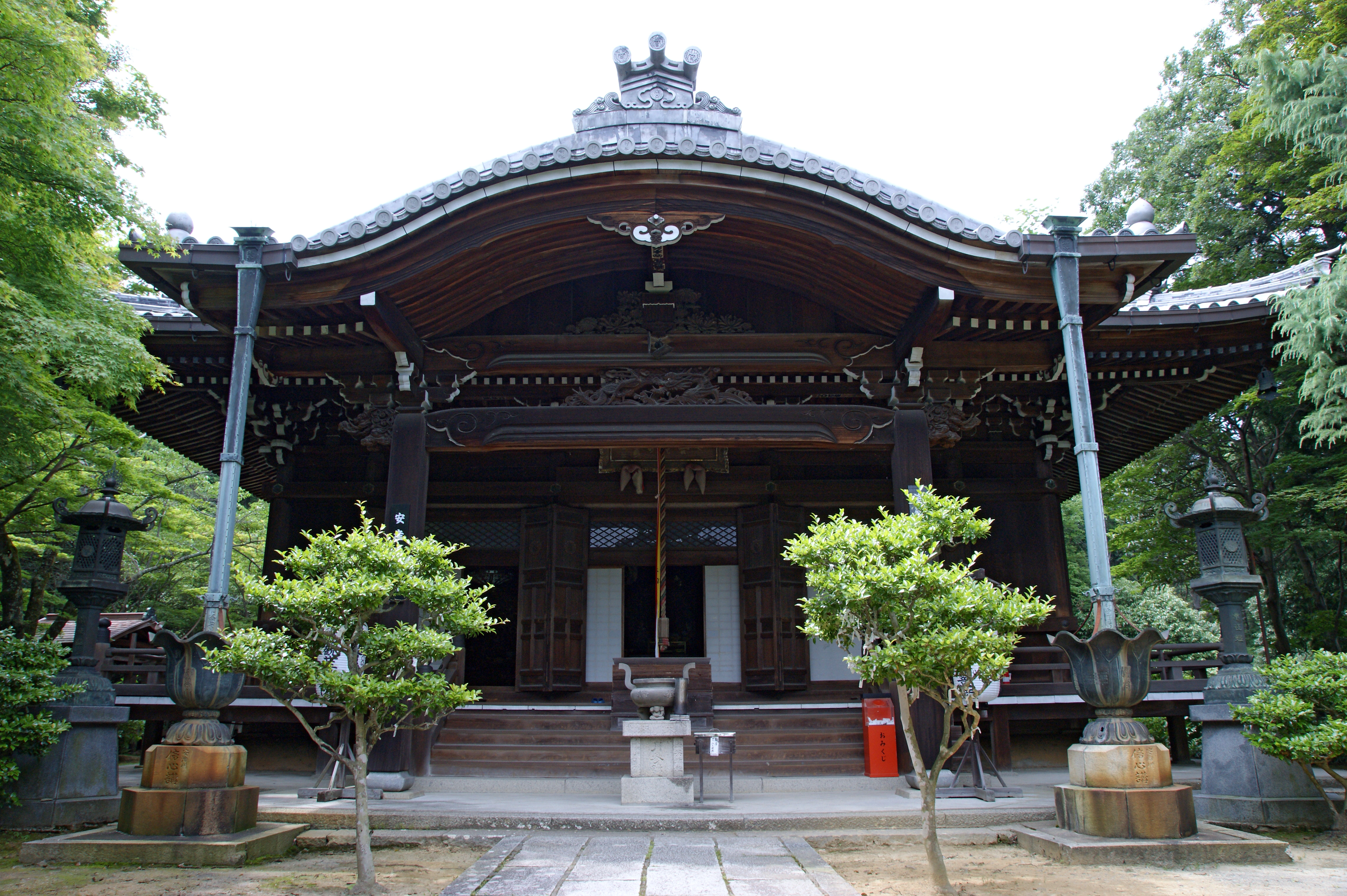
奥之院

## 文化財

### 京都府指定有形文化財
- 木造千手観音立像 附：紙本墨書承元四年修造勧進結縁願文1巻、紙本墨書修造勧進結縁奉加状 1巻、紙本墨書戒名札 1巻 - 毎月17・18日に開帳。
- 絹本著色阿弥陀如来像 1幅
- 絹本著色紅玻璃阿弥陀像（ぐはりあみだぞう） 1幅

### 京都府登録有形文化財
- 本堂
- 庫裏及び書院（1棟）
- 表門

### 京都府暫定登録有形文化財
- 阿弥陀堂
- 経蔵
- 鐘楼
- 稲荷社
- 独鈷水堂
- 玄関
- 手洗屋形
- 楊谷寺文書 一括
- 楊谷寺棟札類 7枚
- 後柏原天皇宸翰三首和歌懐紙 1幅

### 京都府暫定史跡
- 楊谷寺境内

### 京都府指定名勝
- 楊谷寺庭園（浄土苑）

### 京都府指定保全地区
- 楊谷寺文化財環境保全地区 - 楊谷寺と周辺の11.4ヘクタールが指定されている。

### 長岡京市指定有形文化財
- 絹本著色阿弥陀三尊来迎図 1幅

（典拠）本節の文化財の名称は京都府指定・登録等文化財（京都府教育庁サイト）及び
指定・登録文化財（長岡京市サイト）による。

## 前後の札所
新西国三十三箇所
16 千本釈迦堂　-　17 楊谷寺　-　18 延暦寺横川中堂
京都洛西観音霊場
9 長法寺　-　10 楊谷寺奥之院　-　番外 乗願寺

## アクセス
- 阪急電鉄京都本線西山天王山駅からタクシーで10分[3]
- 阪急電鉄京都本線長岡天神駅からタクシーで15分、又はバスで奥海印寺下車後徒歩40分
- 西日本旅客鉄道東海道本線（JR京都線）長岡京駅西口からタクシーで15分またはバスで奥海印寺下車後徒歩40分
- 毎月17日の縁日のみ楊谷寺門前まで送迎シャトルバスの便あり。西山天王山駅東口およびJR長岡京駅西口の2カ所から発着している。

楊谷寺は1970年代頃までは多くの参拝者を集めた寺院であった。そのため、1975年まで高槻市交通部が市営バスを運行していた。1920年代前半にはふもとまで柳谷登山鉄道という鋼索鉄道を作り、長岡天神駅からふもとの駅まで新京阪鉄道の支線を引くという話まであった。

## 拝観
- 通常期の拝観料500円。ゴールデンウィークの前後（新緑ウィーク）・あじさい期（あじさいウィーク）・紅葉期（もみじウィーク）は700円。
  - 2022年3月末日までは通常期のみ境内入山無料だった。
- 上書院は毎月17日の10時から13時とウイーク期間の10時から15時まで公開。拝観料は800円。
- 年間入山券（ウィーク期間含む）・3500円